# Ascogaster robusta
Ascogaster robusta är en stekelart som beskrevs av Charles Thomas Brues 1933. Ascogaster robusta ingår i släktet Ascogaster och familjen bracksteklar. Inga underarter finns listade.